# Tripeace
Tripeace (トライピース) est un shōnen manga écrit et dessiné par Tomoyuki Maru (丸智之). Il a été prépublié au Japon entre le 8 février 2008 et 2011 dans le Monthly Shōnen Gangan et a été compilé en un total de 11 tomes au 22 décembre 2011.
En France, la série est éditée aux éditions Ki-oon, et les 11 tomes sont disponibles depuis avril 2012.

## Histoire
Nana est hyper-amnésique, il a tout oublié jusqu'à ce qu'est la guerre ou même l'eau étoilée. Il arrive dans une ville où il rencontre trois enfants : Ichika, Nil et Santes. Les trois enfants lui apprennent qu'ils vivent dans un monde en guerre perpétuelle. Ils lui parlent aussi d'un liquide avec une fabuleuse qualité de guérison : l'eau étoilée. Alors que Nana part aider les enfants pour récupérer de l'eau miraculeuse, une bombe explose et les trois enfants meurent. À la suite de leur mort, Nana tente d'éradiquer la guerre de la surface du globe. C'est en essayant d'y arriver, qu'il rencontre une organisation nommée Tripeace qui a le même but. Tripeace est une organisation de combattants suivant trois lois de médiations : l'amour, la paix et la troisième dépend de chacun. Bélial, le chef de l’escouade que croise Nana, est séduit par le courage et la volonté de Nana et l'invite alors dans cette organisation bien que Nana ne soit pas un combattant, du moins il ne se souvient pas s'il sait se battre ou non.

## Personnages
- Nana (ナナ?)

Principal protagoniste de l'histoire, Nana est un jeune homme victime d'« hyper-amnésie », ayant oublié son passé mais aussi l'existence de choses évidentes telles que la guerre ou encore l'utilité d'un fusil. Plutôt charmant, il plaît beaucoup à la gent féminine. Il arrive très facilement à passer pour une femme en se travestissant. Il utilisera cet atout plus d'une fois en se faisant alors appeler Nanako. Il parviendra même à berner Shiro. C'est d'ailleurs sous l'identité de Nanako qu'il deviendra le second de Shiro, la chef de la cinquième escouade. Il a une grande cicatrice sur le torse qui est la raison de son amnésie. Il découvrira au cours d'un combat, qu'en vérité il possède une grande force et surtout une technique de combat incroyablement puissante.
Lois de médiations :
-L'amour
-La paix
-Le travestissement
- Ichika (イチカ?)

C'est l'un des trois enfants que Nana a vu se faire tuer. C'est la sœur ainée de Nil et Santes.
- Nil (ニル?)

C'est l'un des trois enfants que Nana a vu se faire tuer. C'est le frère cadet d'Ichika et le frère ainé de Santes.
- Santes (サンテ?)

C'est l'un des trois enfants que Nana a vu se faire tuer. Elle est la sœur cadette d'Ichika et de Nil. Elle était déjà mourante avant sa rencontre avec Nana.
- Général Riboll

Capitaine de l'armée de Xyece, possède un bras robotisé. Il vit pour la guerre.
- Colonel Chû (チュウ?)

Colonel de l'armée de Xyece, il prétend être le deuxième homme le plus fort au monde bien que ce soit un vrai nul qui ne tient pas parole.
- Bélial (ベリアル?)

Il est membre de l'organisation Tripeace et est le chef de médiation d'Ira, la troisième escouade. Il est particulièrement grand et également très fort. Il joue les idiots, mais est plus réfléchi qu'il n'y paraît. Il ira jusqu'à abandonner amour et paix lors d'un combat (lesquelles se matérialisent par des poids lui transperçant les poignets)
Lois de médiations :
-L'amour
-La paix
-La violence
- Shiro (シロ?)

Elle est membre de l'organisation Tripeace et fait, au début du récit, partie d'Ira, la troisième escouade. Elle semble avoir une incroyable force physique malgré sa petite carrure. Elle s'oppose à l'entrée de Nana dans l'organisation. Elle obtient une promotion au poste de chef d'escouade et l'on apprend que sa mère et elle sont originaires de Xyece et sont toutes deux très douées pour les machines (Shiro a créé les robots de la salle d'entrainement et sa mère a créé la bombe étoilée qui a déjà fait beaucoup de morts dont Ichika, Nil et Santes).
Lois de médiations:
-L'amour
-La paix
-L’espoir
- Shitori

Elle est membre de l'organisation Tripeace et fait partie de la médiation d'Ira, la troisième escouade.
- Fukunashi

Fukunashi est la numéro 2 de Tripeace mais contrairement à ses hommes, elle n'a qu'une seule loi de médiation : la mort. Pour elle, la chose est simple, pour arrêter un conflit, il faut tuer au moins la totalité des personnes d'un des deux camps.
Elle ne porte pas de vêtements, d'où son nom qui veut dire littéralement sans vêtements.